# Allanson
Allanson är en ort i Australien. Den ligger i kommunen Collie och delstaten Western Australia, omkring 160 kilometer söder om delstatshuvudstaden Perth.
Runt Allanson är det mycket glesbefolkat, med 5 invånare per kvadratkilometer.. Närmaste större samhälle är Collie, nära Allanson.
I omgivningarna runt Allanson växer huvudsakligen savannskog. Genomsnittlig årsnederbörd är 785 millimeter. Den regnigaste månaden är september, med i genomsnitt 152 mm nederbörd, och den torraste är februari, med 7 mm nederbörd.